# Xã Ash Lake, Quận Lincoln, Minnesota
Xã Ash Lake (tiếng Anh: Ash Lake Township) là một xã thuộc quận Lincoln, tiểu bang Minnesota, Hoa Kỳ. Năm 2010, dân số của xã này là 151 người.